# ۴ ذی‌القعده
۴ ذیقعده، چهارمین روز از ماه ذیقعده در تقویم هجری قمری است.
در تقویم هجری قمری قراردادی این روز دویست و نود و نهمین روز سال است.

## وقایع
- آغاز نخستین کنگره بین‌المللی امامزادگان. (۱۴۳۴ش)

## درگذشتگان
- ۶۵۶: بهاءالدین زهیر
- «مهلبی» کاتب و دانشمند مصری. (۶۵۶ ق)
- «عطاملک جوینی» سیاست‌مدار و مورخ شهیر ایرانی. (۶۸۱ ق)